# Tweestryd
Tweestryd is een dubbele stalen shuttle-achtbaan in het Nederlandse dierenpark Wildlands Adventure Zoo Emmen. De attractie is een op maat gemaakte duellerende
Family Boomerang van de Nederlandse producent Vekoma en werd in 2018 geopend.

## Concept
Tweestryd is een stalen shuttle-achtbaan met een capaciteit van 1100 personen per uur. Het is een dubbele uitvoering van het Family Boomerang-model van Vekoma. De attractie bestaat uit twee banen met elk een trein. Beide treinen bieden plaats aan 20 personen en hebben een topsnelheid van 60 kilometer per uur. De treinen worden eerst achterwaarts omhoog getakeld en vervolgens 'losgelaten'. Door de zwaartekracht leggen de treinen vervolgens voorwaarts het parcours af, waarbij een 'race' tussen beide treinen ontstaat. Aan het einde van de rails komen de treinen tot stilstand, waarna de zwaartekracht ervoor zorgt dat het parcours nogmaals wordt afgelegd maar nu achterwaarts. Vervolgens komen de treinen terug in het station, waarna de eerst gearriveerde trein tot 'winnaar' wordt uitgeroepen. Er is een prijs aan verbonden die gaat naar een project voor armoedebestrijding door middel van duurzame landbouw of eerlijke mijnbouw in Zuid-Afrika. De trein die na een jaar het vaakst heeft gewonnen verdient een geldbedrag voor het er aan gekoppelde project. De prijs wordt betaald uit het Wildlands Natuur & Educatiefonds.

## Achtergrondverhaal
Het achtergrondverhaal van de attractie gaat over een fictieve oude steenkolenmijn. De mijn zorgde voor vervuiling en overlast en is daarom gesloten. Daarna is de mijn omgebouwd tot toeristische attractie, in de vorm van een achtbaan.